# 开罗车展
開羅車展（Cairo International Motor Show），1984年創辦，每年一屆，每年1月舉行。開羅車展是中東、北非和們伊斯蘭世界最大型國際汽車展覽，位於开罗，2010年吸引了數十個國家，超過40家車商參展，展覽面積40,000 m2。至今第19屆。
[* https://web.archive.org/web/20140201231613/http://10times.com/cairo-motor-show Cairo International Motor Show]